# Upplands runinskrifter 25

Runinskrift U 25 är en runsten av gnejs som är inmurad i Hilleshögs kyrkas ena yttervägg. Dess ursprungliga plats är okänd. Runstenen är 1,82 gånger 0,65 meter.
Den från runor översatta runinskriften lyder:

## Inskriften
Translitterering av runraden:
· humfriþr ' lit × ris- · stn · þinsa · ifa-- · haur · bunta · sin · kuþ hialbi i ot hans
Normalisering till runsvenska:
Holmfriðr let ræis[a] stæin þennsa æf[tiʀ] Haur, bonda sinn. Guð hialpi〈i〉and hans.
Översättning till nusvenska:
Holmfrid lät resa denna sten efter Håur(?), sin make. Gud hjälpe hans ande.
Mansnamnet Haurr finns även på Sö 298. Holmfridr är ett av de vanligaste kvinnonamnen under vikingatiden som förekommer i många andra uppländska runinskrifter.